# فرودگاه نورث پیکنز
 فرودگاه نورث پیکنز (به انگلیسی: North Pickens Airport) یک فرودگاه همگانی بهره‌برداری هوایی است که یک باند فرود آسفالت دارد و طول باند آن ۱۵۶۸ متر است. این فرودگاه در شهر ریفورم، آلاباما کشور ایالات متحده آمریکا قرار دارد و در ارتفاع ۷۲ متری از سطح دریا واقع شده است.